# Lee Byung-keun
Lee Byung-keun ((이병근?, 李柄根?); Sancheong, 28 aprile 1973) è un ex calciatore sudcoreano, di ruolo difensore.